# Askim
För andra betydelser, se Askim (olika betydelser).
Askim ['aʃim] är en stadsdel och ett primärområde i stadsområde Sydväst i Göteborgs kommun. Dess geografiska omfattning är nästan identisk med Askims församling och tidigare Askims landskommun och Askims socken. 
Askim är beläget vid Askimsfjorden, som är en del av Kattegatt, och kännetecknas av en ganska bergig terräng. Bebyggelsen är mest koncentrerad till kustområdet, och utgörs till övervägande del av villor. Stadsdelen har en areal på 5 164 hektar. Askims tätort växte 1975 samman med Göteborgs, Kärras och Skintebos tätorter, och redovisas idag av SCB som en del av Göteborgs tätort.

## Historia
Namnet Askim är bildat av trädnamnet ask och ordet hem, i betydelsen trakt. Som härads- och sockennamn förekommer det i sin äldsta form i en isländsk skrift, Rimbegla, från första hälften av 1200-talet, där det skrivs "Askheims herað". Omkring 1280 skrevs namnet i äldre Västgötalagen som "Askemshæræd" och som sockennamn 1420 "Askym sogn".  En gård är omnämnd 1526 i ett rättsprotokoll som "askimps gaardt".
Bostadsområdet Vita fläcken fick sitt namn av att byggnadsplanerna för området dröjde, och därför förblev just en "vit fläck" på kartan. Askims stom eller Sollidsområdet är det mer korrekta namnet.

### Befolkningsutveckling
| Befolkningsutvecklingen i Askim 1945–1975                                              | Befolkningsutvecklingen i Askim 1945–1975 | Befolkningsutvecklingen i Askim 1945–1975 | Befolkningsutvecklingen i Askim 1945–1975 | Befolkningsutvecklingen i Askim 1945–1975 |
| -------------------------------------------------------------------------------------- | ----------------------------------------- | ----------------------------------------- | ----------------------------------------- | ----------------------------------------- |
|                                                                                        |                                           |                                           |                                           |                                           |
| År                                                                                     |                                           |                                           | Folkmängd                                 | Areal (ha)                                |
| 1945                                                                                   | 1945                                      |                                           | 1 033                                     | ##                                        |
| 1950                                                                                   | 1950                                      |                                           | 1 453                                     | ##                                        |
| 1960                                                                                   | 1960                                      |                                           | 2 882                                     | 700                                       |
| 1965                                                                                   | 1965                                      |                                           | 4 538                                     | 741                                       |
| 1970                                                                                   | 1970                                      |                                           | 10 177                                    |                                           |
| Anm.: Sammanvuxen med Göteborg 1970. ## Som tätort/befolkningsagglomeration 1920–1950. |                                           |                                           |                                           |                                           |

1945 hade Askim anmärkningen Villasamhälle och räknades som förort till Göteborg.

### Kommunen
Kommunen omfattade en area av 36,14 kvadratkilometer (1953). Tätorter var (1953) från norr räknat Askim med Trollåsen — cirka 800 invånare — Kobbegården med 300, Hovås med 450 samt Brottkärr och Billdalsområdet med 450 invånare. Antalet fastigheter var (1953) cirka 1 100, varav omkring 40 procent utgjorde sommarbostäder. Polisiärt sorterade kommunen under Hisingens landsfiskalsdistrikt och utgjorde inom detta ett eget polisdistrikt.
År 1974 införlivades Askims kommun med Göteborgs kommun. Folkmängden uppgick då till 14 387 invånare. Antalet hade 1977 stigit till 19 435 invånare.

## Församlingen
Askims församling är sedan 1953 ett eget pastorat, och har tre kyrkor:
- Askims kyrka
- Mikaelskyrkan
- Billdals kyrka

## Natur
Askims natur är präglad av kontakten med havet. Längs kusten finns ett band av öar och skär, kusten är omväxlande klippstrand med inslag av strandängar. Fastlandet är bergigt med avlagrade havssediment som bildat lerjordar, på vissa ställen återfinns moränjord från inlandsisen. Marknivån är ständigt ökande åt öster mot en flera kilometer bred ås i nord-sydlig riktning, Sandsjöbackareservatet. Åsen är bergig och med blandad vegetation varierande från berghällar och hedar till skog.

### Skärgården
Skärgårdens yttersta skär är ständigt översköljda av saltvatten medan de inre större öarna, så som Amundön hyser en betydande vegetation med skogar och ängar. På de mer utsatta skären ges näringen framförallt från fågelspillning, vegetationen är marin med framförallt lavar och salttoleranta gräs. Små vattensamlingar, hällkar, bildas med en del vattenväxter. De mindre utsatta skären återfinns några trädarter som rönn och björk. Annars är det ris och ängar som dominerar. På de större kustnära Amundöarna har det till och med bedrivits jordbruk, i de vindskyddade lägena finns skog av bergek, vårtbjörk och klibbal.

### Fastlandet
De närmaste två till tre kilometrarna från kusten är till stora delar bebyggt förutom de högsta bergen, med vissa undantag. Området användes innan exploateringen på 1970-talet för jordbruk som i sin intensitet gjorde största delen till ett kulturlandskap med vissa spår av natur. Från jordbrukets nedgång i mitten av 1900-talet och den senare omvandlingen till bostadsområde har naturen återkommit på de oexploaterade områdena och de flesta bergen är från 1980-talet bevuxna med skog där jordmånen tillåter det. Den naturliga skogen kan antas vara ädellövskogen men dagens skog är formad av tillfälligheter och mycket omväxlande men med viss övervikt åt lövskog. Fyra bäckar rinner genom området och de är delvis skyddade med en egen naturtyp. 
De nordligaste delarna av Askim skiljer sig från de övriga genom sitt skyddade läge i det inre av Askimsviken, kusten är av strandängstyp och längst i norr rinner Stora ån som avvattnar hela Fässbergsdalen, vid dess utlopp i Askimsviken bildas den grunda sumpiga Välen.

### Inlandet
De östligaste delarna ingår i det högt belägna, över 30 meter, Sandsjöbackareservatet. Området utgör gammal obebodd utmark till gårdarna närmare kusten och var i början av 1900-talet ett hed och hällmarksområde som nu till stora delar är beskogat. I de nordvästra delarna av det höglänta området har bebyggelsen klättrat upp ända till krönet på bergen.
I området finns flera mindre sjöar, kärr och mossar.

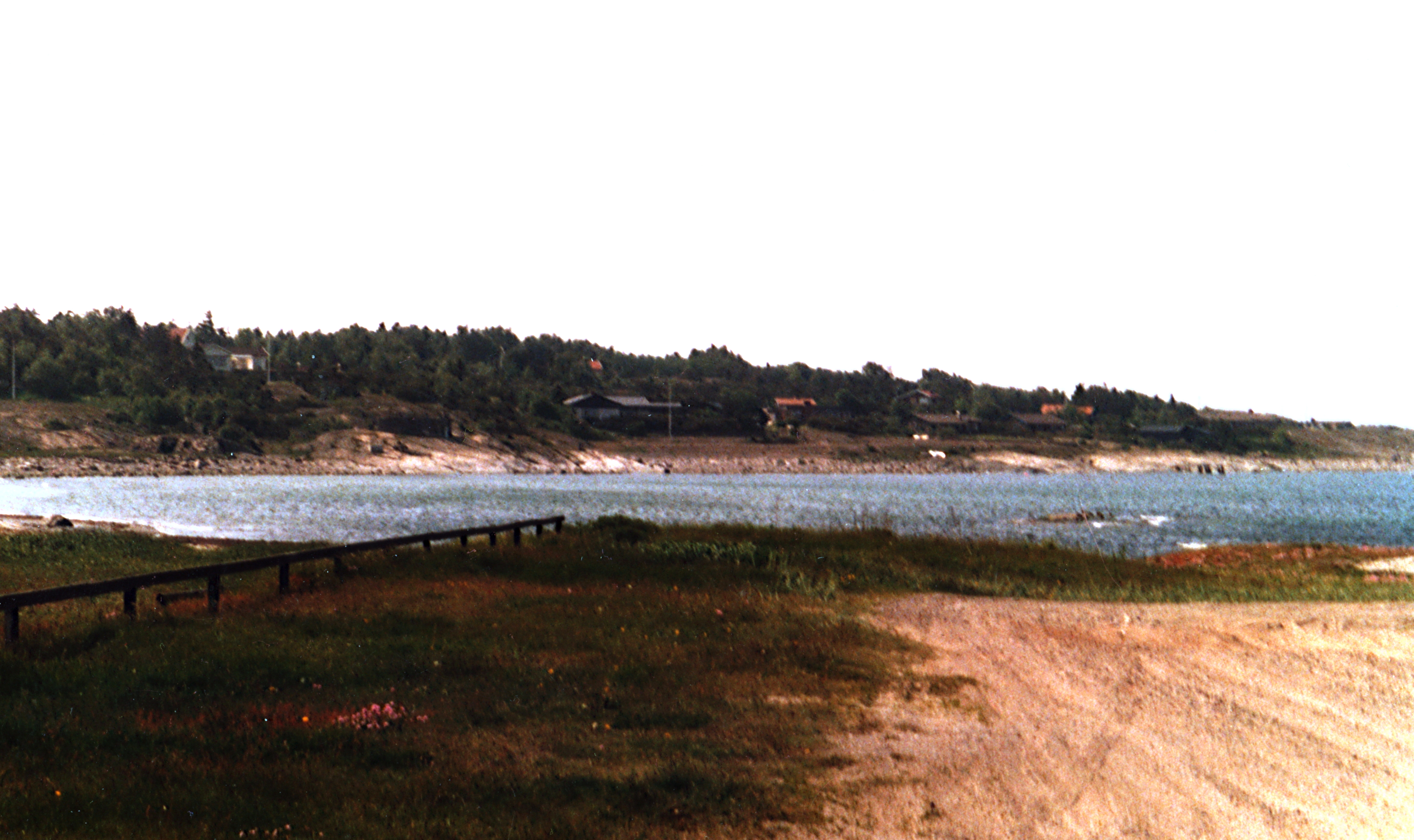
Askimsbadet före 2001

## Askimsbadet
Askimsfjorden övergår i den grunda Askimsviken i norr, mellan Näset i väster och Askim i öster. På Askimsvikens östra sida bildas en bukt med långgrunda lerstränder, vid en av dessa ligger Askimsbadet som är en stor och populär badplats i Göteborgs kommun. Den är ett så kallat EU-bad och hade 2012 två stjärnor (bra vattenkvalitet) i den tregradiga vattenkvalitetsskalan som EU-bad håller sig med. Till Askimsbadet reste under många år de så kallade Doktor Allards badbarn.
Badet var ursprungligen utrustat med omklädningshytter med möjlighet till inlämning av kläder och värdesaker, sjukstuga och servering. Stranden utgjordes av gräsbevuxen sand. Badplatsen öppnades provisoriskt i Säröbanans regi 1927 och i stadens regi 1928. Till badet hörde även ett cirka 7 hektar stort naturområde, vilket användes av föreningen De lungsjukas vänner. Hit kunde barn mellan 3 och 14 år under vardagar och på sommarlovet, resa ut för att leka och bada. De disponerade fyra lekpaviljonger.
År 1965 byggdes en 25 meters simbassäng, speciellt avsedd för somrarnas simskolor. I kombination med den år 1969 invigda bastuanläggningen vid badet, användes bassängen under vinterhalvåret som avsvalningsbassäng.
I anslutning till badet fanns även en campingplats samt ett område för fritidsbebyggelse. Campingen rymde cirka 300 tält varav 250 med plats för bilar. Fritidsbebyggelsen omfattade 540 stugor om cirka 20 kvadratmeter, som ägdes av innehavaren men där tomten arrenderades. Samtliga områden som kopplades till badet omfattade 26 hektar.

## Nyckeltal

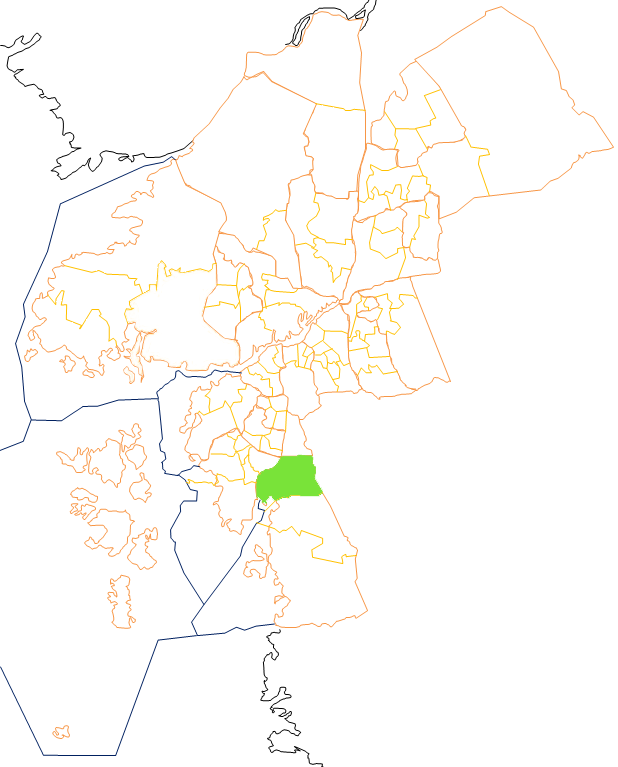
Askim

Nyckeltalen redovisar statistik som beskriver Göteborg och dess 96 delområden, primärområden, per den 31 december och kan användas för att jämföra de olika områdena. Nedan redovisas uppgifter för primärområdet och jämförelse görs mot uppgifterna för hela kommunen.
|                                                           | Askim      | Hela Göteborg |
| --------------------------------------------------------- | ---------- | ------------- |
| Folkmängd                                                 | 11 868     | 587 549       |
| Befolkningsförändring 2020–2021                           | +314       | +4 493        |
| Andel födda i utlandet                                    | 20,0 %     | 28,3 %        |
| Andel utrikes födda eller med två utrikes födda föräldrar | 26,2 %     | 38,1 %        |
| Medelinkomst                                              | 413 600 kr | 332 400 kr    |
| Arbetslöshet                                              | 5,1 %      | 6,6 %         |
| Antal ersatta dagar från F-kassan per person (16-64 år)   | 16,6       | 19,5          |
| Andel med eftergymnasial utbildning (minst 3 år)          | 42,6 %     | 37,9 %        |
| Andel bostäder byggda 1961–1970                           | 43,9 %     |               |
| Andel bostäder i allmännyttan                             | 5,0 %      | 25,9 %        |
| Antal färdigställda bostäder 2021                         | 134        |               |
| Andel bostäder i småhus                                   | 46,5 %     | 18,3 %        |

## Stadsområdes- och stadsdelsnämndstillhörighet
Primärområdet tillhörde fram till årsskiftet 2020/2021 stadsdelsnämndsområdet Askim-Frölunda-Högsbo och ingår sedan den 1 januari 2021 i stadsområde Sydväst.

## Bilder

Askim med omnejd
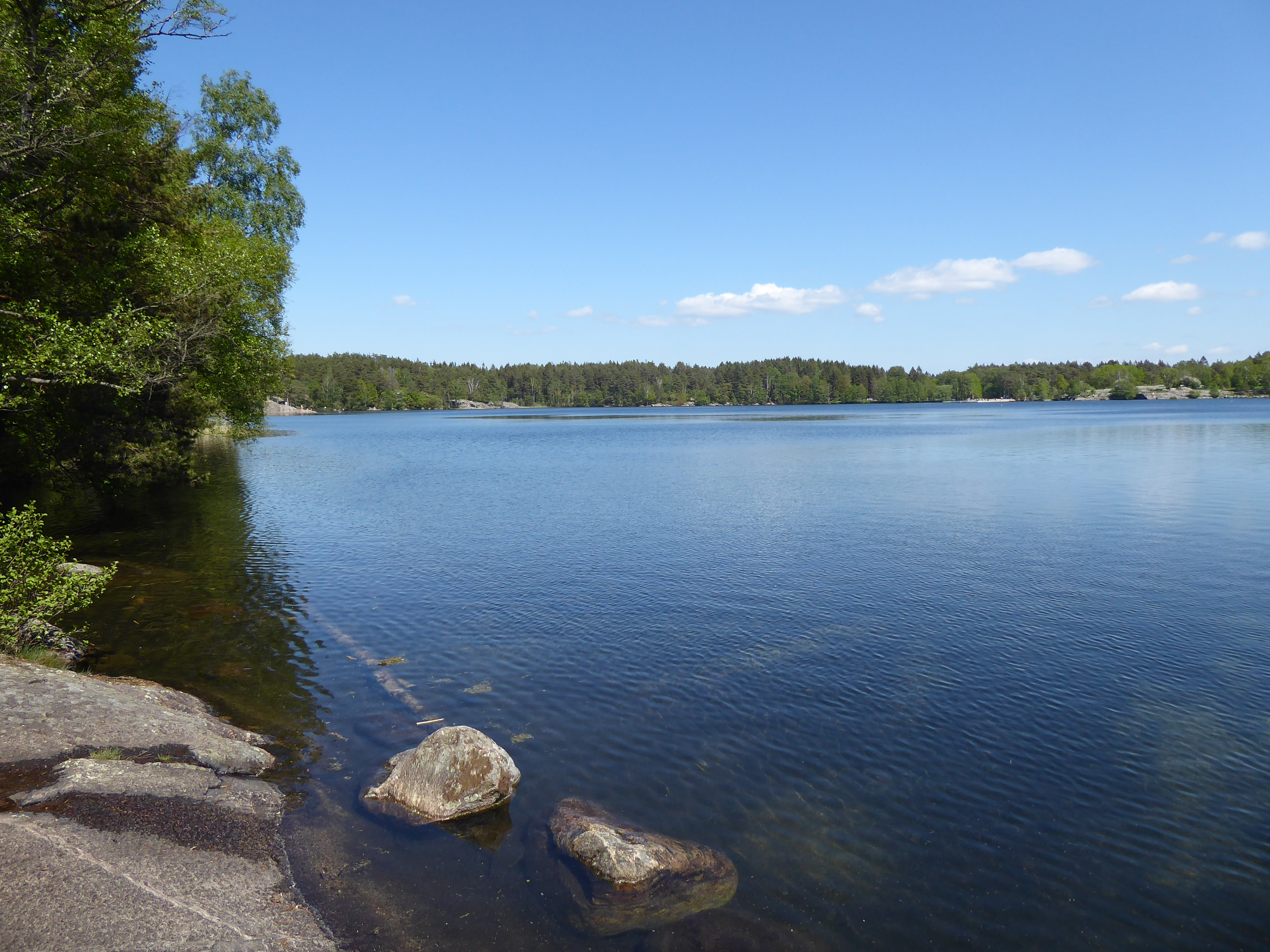
Sisjön från sydväst riktning norr den 29 maj 2021.
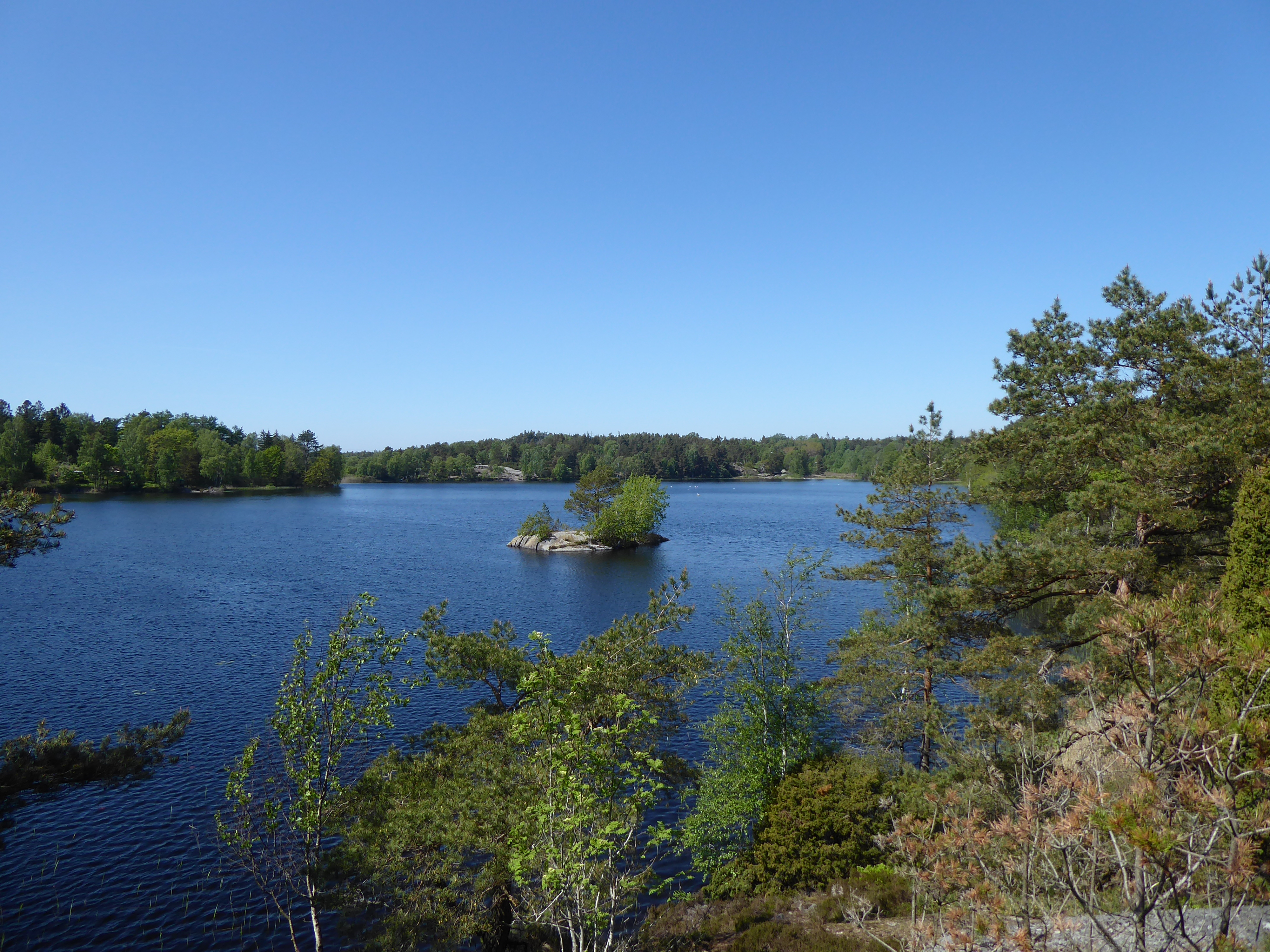
Oxsjön från östra sidan riktning mot norr den 29 maj 2021.
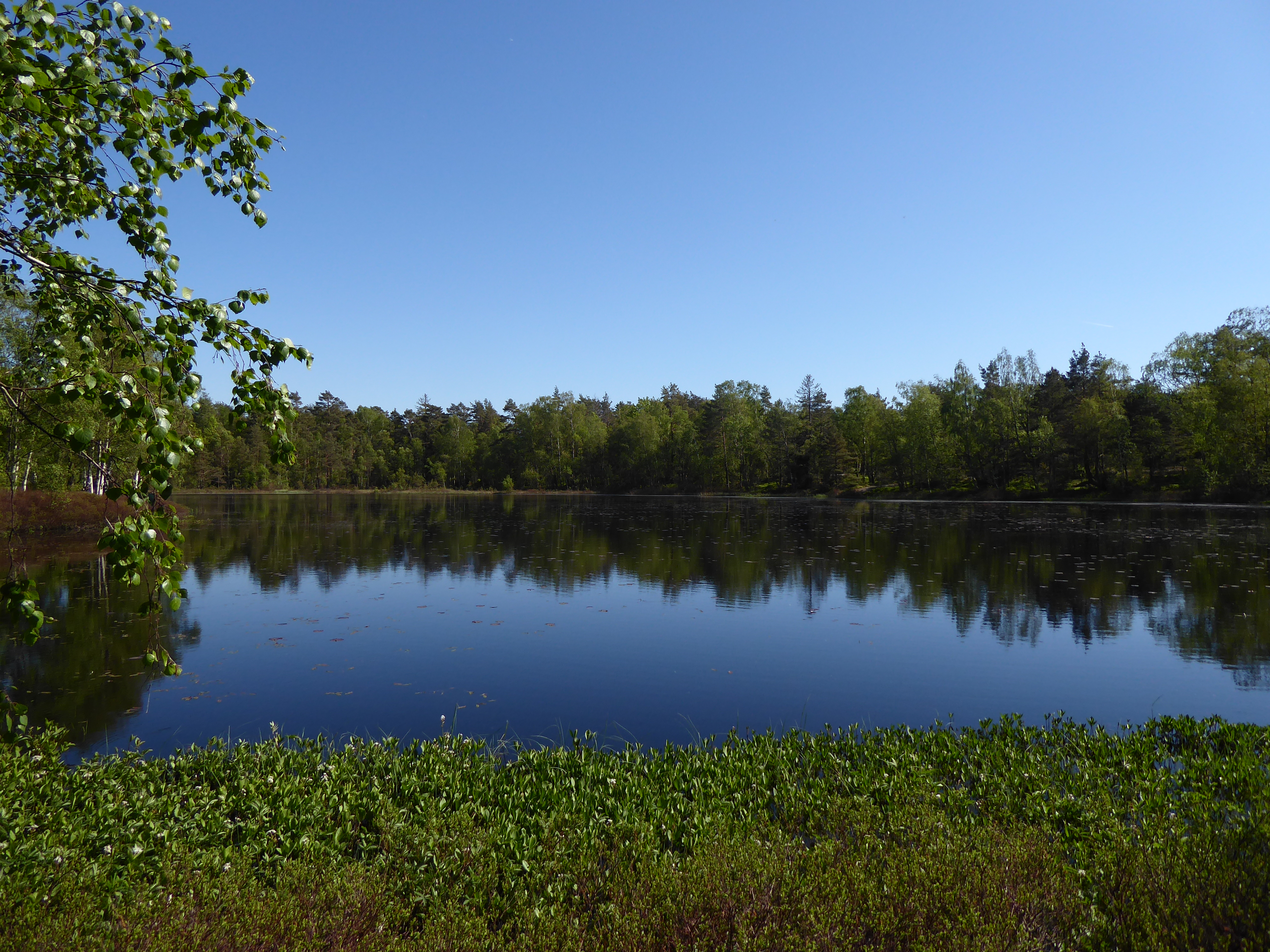
Svartmossen nordväst om Sisjön den 29 maj 2021.